# Xã West Antelope, Quận Benson, Bắc Dakota
Xã West Antelope (tiếng Anh: West Antelope Township) là một xã thuộc quận Benson, tiểu bang Bắc Dakota, Hoa Kỳ. Năm 2010, dân số của xã này là 21 người.